# 宝菓夫人
宝菓夫人（ほうかふじん、朝鮮語: 보과부인）は、百済の第9代王・責稽王の夫人。百済の第10代王・汾西王の生母。漢民族。公孫康が、建安年中に朝鮮に設置した植民地である帯方郡の帯方太守の娘であり、帯方郡から百済王に嫁いだ。

## 人物
帯方郡は、2世紀末に遼東に自立した勢力を構築した後漢の遼東太守・公孫度の息子である公孫康が楽浪郡の南部を分離して設置した。公孫氏は、設置した帯方郡の支配力を強化するため、人的・物的インフラの構築に努め、その際に既存の楽浪郡勢力、あるいは楽浪郡系人物の影響力を排除するために遼東の官吏・軍人を帯方郡の支配にあたらせた。遼東系人物の指揮下には夫余が含まれていた可能性がある。公孫氏と夫余は公孫度が宗女を夫余王・仇台に嫁がせるほど特別な関係にあったが、3世紀はじめの夫余は漢代から支配していた挹婁に対する支配を失うほど国力が衰退しており、公孫氏に扶養されるために夫余は公孫氏に協力していた。夫余の出自を称する百済王、夫余王と婚姻関係にある公孫氏、公孫氏が設置した帯方郡との関係を鑑みると、百済王と帯方太守の娘の婚姻は夫余が介在した可能性がある。
百済の責稽王と帯方太守の娘である漢民族の宝菓夫人の婚姻は、百済と帯方郡の政治支配層の特殊な友好関係を意味する。この友好関係は、4世紀の帯方郡滅亡後、相当数の帯方郡遺民が百済を経由して日本列島に行ったことからも確認できる。

## 婚姻時期
婚姻したのは、百済の第8代王・古尓王の在位期間が53年であることを勘案すれば、責稽王が即位した286年よりかなり以前とみられる。

## 考証
紀元前108年に設置されて以来、300年以上存続したため、楽浪郡の支配層は土着化し強力な権力基盤を構築していた。公孫氏は、自らの権力基盤を構築し、三韓を統制するため、帯方郡を設立した。すなわち、楽浪郡よりも公孫氏の立場に忠実な帯方郡を新設することで、土着化した楽浪郡支配層を牽制する意図があった。このような楽浪郡と帯方郡の微妙なバランスは、公孫氏が崩壊すると表面化した。帯方郡は強力な後ろ盾である公孫氏を失ったことで崩壊する危機に直面した。存立期間が短く、伸張する三韓への対処や楽浪郡との摩擦などがあるなかでも活路を模索しなければならなかった帯方郡は、楽浪郡が百済を支配するために百済を攻撃したこととは対照的に、帯方郡は百済と婚姻を通じた関係強化を選んだ。責稽王が帯方太守の娘である漢民族の宝菓夫人と婚姻したのはまさにそのためである。
『三国史記』によると、高句麗が帯方郡を攻撃すると、責稽王は帯方郡を救援しており、その理由として帯方太守の娘である漢民族の宝菓夫人との婚姻を挙げており、百済と帯方郡は婚姻を通じて友好関係を構築した。

## 家族
- 夫：責稽王
- 子：汾西王